# Campionati mondiali di slittino 1993
I Campionati mondiali di slittino 1993, ventinovesima edizione della manifestazione organizzata dalla Federazione Internazionale Slittino, si tennero il 20 e 21 febbraio 1993 a Calgary, in Canada, sulla pista del Canada Olympic Park, la stessa sulla quale si svolsero le competizioni del bob e dello slittino ai Giochi di Calgary 1988 e la rassegna iridata nel 1991; furono disputate gare in quattro differenti specialità: nel singolo uomini, nel singolo donne, nel doppio e nella prova a squadre.
Vincitrice del medagliere fu la squadra tedesca, capace di ottenere due titoli e quattro medaglie sulle dodici assegnate in totale: quelle d'oro furono conquistate da Stefan Krauße e Jan Behrendt nel doppio, al loro terzo trionfo nella specialità, nonché dagli stessi Krauße e Behrendt insieme a Georg Hackl, René Friedl, Gabriele Kohlisch e Susi Erdmann nella prova a squadre; nel singolo femminile la vittoria andò alla rappresentante della nazionale italiana Gerda Weissensteiner, mentre nella gara individuale maschile vinse Wendel Suckow, membro del team statunitense, che diventò il primo atleta di scuola non europea a vincere un titolo iridato.
L'atleta più premiato in questa rassegna fu l'italiano Wilfried Huber, che salì sul podio nel singolo, nel doppio e nella gara a squadre, divenendo così il primo slittinista capace di conquistare tre medaglie mondiali in una singola edizione; a quota due si fermarono il fratello Norbert ed i loro altri connazionali Hansjörg Raffl e Gerda Weissensteiner, l'austriaca Doris Neuner ed i tedeschi Georg Hackl, Gabriele Kohlisch, Stefan Krauße e Jan Behrendt.

## Risultati

### Singolo uomini
La gara fu disputata su due manches nell'arco di una sola giornata e presero parte alla competizione 45 atleti in rappresentanza di 20 differenti nazioni; campione uscente era l'italiano Arnold Huber, non presente a questa edizione dei mondiali, ed il titolo fu conquistato dallo statunitense Wendel Suckow, davanti al tedesco Georg Hackl, due volte campione mondiale a Winterberg 1989 ed a Calgary 1990 e medaglia d'oro olimpica ad Albertville 1992, ed all'azzurro Wilfried Huber, già sul podio iridato nella specialità del doppio.
Nonostante questa fosse la seconda occasione in cui sul gradino più alto dei mondiali non fu issata una bandiera europea, questa fu comunque la prima volta che un atleta non europeo vinse un titolo: infatti Miroslav Zajonc, trionfatore nel singolo uomini a Lake Placid 1983, era un ex cittadino cecoslovacco che, dopo essere fuggito dalla sua patria ed aver chiesto asilo politico, gareggiò sotto i colori del Canada in quella competizione  iridata.
| Pos. | Atleti              | Nazione     | Tempo    | Distacco |
| ---- | ------------------- | ----------- | -------- | -------- |
|      | Wendel Suckow       | Stati Uniti | 1'32"094 |          |
|      | Georg Hackl         | Germania    | 1'32"200 | +0"106   |
|      | Wilfried Huber      | Italia      | 1'32"463 | +0"369   |
| 4    | Norbert Huber       | Italia      | N.D.     | N.D.     |
| 5    | Armin Zöggeler      | Italia      | N.D.     | N.D.     |
| 6    | Robert Manzenreiter | Austria     | N.D.     | N.D.     |
| 7    | Gerhard Gleirscher  | Austria     | N.D.     | N.D.     |
| 8    | Markus Prock        | Austria     | N.D.     | N.D.     |
| 9    | René Friedl         | Germania    | 1'32"629 | +0"535   |
| 10   | Oswald Haselrieder  | Italia      | N.D.     | N.D.     |

### Singolo donne
La gara fu disputata su due manches nell'arco di una sola giornata e presero parte alla competizione 27 atlete in rappresentanza di 13 differenti nazioni; campionessa uscente era la tedesca Susi Erdmann, che concluse la prova al quarto posto, ed il titolo fu conquistato dall'italiana Gerda Weissensteiner, già medaglia d'argento a Winterberg 1989, davanti alla tedesca Gabriele Kohlisch, campionessa mondiale nel 1990, ed all'austriaca Doris Neuner, che vinse l'oro ai Giochi di Albertville 1992.
| Pos. | Atleti               | Nazione     | Tempo    | Distacco |
| ---- | -------------------- | ----------- | -------- | -------- |
|      | Gerda Weissensteiner | Italia      | 1'30"445 |          |
|      | Gabriele Kohlisch    | Germania    | 1'30"537 | +0"092   |
|      | Doris Neuner         | Austria     | 1'30"787 | +0"342   |
| 4    | Susi Erdmann         | Germania    | 1'30"799 | +0"354   |
| 5    | Angelika Neuner      | Austria     | N.D.     | N.D.     |
| 6    | Sylke Otto           | Germania    | 1'30"936 | +0"491   |
| 7    | Jana Bode            | Germania    | 1'30"968 | +0"523   |
| 8    | Natalie Obkircher    | Italia      | N.D.     | N.D.     |
| 9    | Andrea Tagwerker     | Austria     | N.D.     | N.D.     |
| 10   | Cameron Myler        | Stati Uniti | N.D.     | N.D.     |

### Doppio
La gara fu disputata su due manches nell'arco di una sola giornata e presero parte alla competizione 36 atleti in rappresentanza di 10 differenti nazioni; campioni uscenti erano i tedeschi Stefan Krauße e Jan Behrendt, che riuscirono a bissare il titolo ottenuto nell'edizione precedente, davanti alle coppie italiane formate da Hansjörg Raffl e Norbert Huber, già campioni mondiali a Calgary 1990 e terzi classificati ai Giochi di Albertville 1992, e da Kurt Brugger e Wilfried Huber, quest'ultimo a podio anche nella gara del singolo.
| Pos. | Atleti                                 | Nazione     | Tempo    | Distacco |
| ---- | -------------------------------------- | ----------- | -------- | -------- |
|      | Stefan Krauße Jan Behrendt             | Germania    | 1'29"850 |          |
|      | Hansjörg Raffl Norbert Huber           | Italia      | 1'30"017 | +0"167   |
|      | Kurt Brugger Wilfried Huber            | Italia      | 1'30"149 | +0"299   |
| 4    | Yves Mankel Thomas Rudolph             | Germania    | 1'30"561 | +0"711   |
| 5    | Al'bert Demčenko Aleksej Zelenskij     | Russia      | N.D.     | N.D.     |
| 6    | Ioan Apostol Liviu Cepoi               | Romania     | N.D.     | N.D.     |
| 7    | Tobias Schiegl Markus Schiegl          | Austria     | N.D.     | N.D.     |
| 8    | Christopher Thorpe Gordon Sheer        | Stati Uniti | N.D.     | N.D.     |
| 9    | Robert Gasper James Ives               | Canada      | N.D.     | N.D.     |
| 10   | Levan Tibilovi K'akha Vakht'angishvili | Georgia     | N.D.     | N.D.     |

### Gara a squadre
La gara fu disputata nell'arco di una sola giornata e ogni squadra nazionale prese parte alla competizione con alcuni tra gli atleti che avevano ottenuto i migliori risultati nelle tre discipline in questa edizione dei mondiali; nello specifico la prova vide la partenza di due singolaristi uomini e di due donne, nonché di un doppio per ogni nazione, che gareggiarono ciascuno in una singola manche; al termine di ognuna delle tre prove vennero assegnati punteggi decrescenti ai partecipanti e la somma totale dei punti così ottenuti laureò campione la nazionale tedesca di Georg Hackl, René Friedl, Gabriele Kohlisch, Susi Erdmann, Stefan Krauße e Jan Behrendt davanti alla squadra austriaca composta da Robert Manzenreiter, Markus Prock, Doris Neuner, Angelika Neuner, Tobias Schiegl e Markus Schiegl ed al team italiano formato da Gerda Weissensteiner, Natalie Obkircher, Hansjörg Raffl e dai fratelli Norbert e Wilfried Huber, quest'ultimo giunto alla sua terza medaglia nella stessa rassegna iridata, primo atleta a riuscire in questa impresa.
| Pos. | Squadra       | Atleti                                                                                               | Punteggio |
| ---- | ------------- | --- | --------- |
|      | Germania      | Georg Hackl, René Friedl Gabriele Kohlisch, Susi Erdmann Stefan Krauße / Jan Behrendt                | 137       |
|      | Austria       | Robert Manzenreiter, Markus Prock Doris Neuner, Angelika Neuner Tobias Schiegl / Markus Schiegl      | 136       |
|      | Italia        | Wilfried Huber, Norbert Huber Gerda Weissensteiner, Natalie Obkircher Hansjörg Raffl / Norbert Huber | 133       |
| 4    | Stati Uniti   | Wendel Suckow, Duncan Kennedy Cameron Myler, Erica Terwillegar Mark Grimmette / Jonathan Edwards     | 125       |
| 5    | Canada        | Harington Telford, Oliver Michalsky Katherine Salmon, Debora Bergeson Robert Gasper / James Ives     | 101       |
| 6    | Lettonia      | Agris Elerts, Aivis Švāns Anna Orlova, Iluta Gaile Aivars Polis / Roberts Suharevs                   | 100       |
| 7    | Rep. Ceca     | non conosciuti                                                                                       | N.D.      |
| 8    | Nuova Zelanda | non conosciuti                                                                                       | N.D.      |
| 9    | Ucraina       | non conosciuti                                                                                       | N.D.      |

## Medagliere
| Posizione | Nazione     | Oro | Argento | Bronzo | Totale |
| --------- | ----------- | --- | ------- | ------ | ------ |
| 1         | Germania    | 2   | 2       | 0      | 4      |
| 2         | Italia      | 1   | 1       | 3      | 5      |
| 3         | Stati Uniti | 1   | 0       | 0      | 1      |
| 4         | Austria     | 0   | 1       | 1      | 2      |
| Totale    | Totale      | 4   | 4       | 4      | 12     |